# Saint-Ovin
Saint-Ovin – miejscowość i gmina we Francji, w regionie Normandia, w departamencie Manche.
Według danych na rok 1990 gminę zamieszkiwały 633 osoby, a gęstość zaludnienia wynosiła 49 osób/km² (wśród 1815 gmin Dolnej Normandii Saint-Ovin plasuje się na 354. miejscu pod względem liczby ludności, natomiast pod względem powierzchni na miejscu 329.).